# Maria Luisa Elisabetta di Borbone-Orléans
Maria Luisa Elisabetta di Borbone-Orléans (nome completo Marie Louise Élisabeth; Versailles, 20 agosto 1695 – Parigi, 21 luglio 1719) era la seconda figlia di Filippo II di Borbone-Orléans e di sua moglie, Francesca Maria di Borbone-Francia. Nota come Mademoiselle d'Orléans dalla nascita, divenne duchessa consorte di Berry per matrimonio.

## Biografia

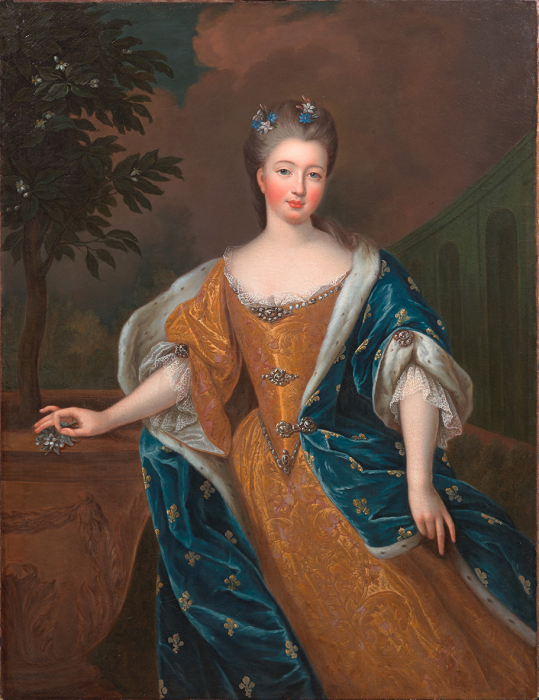
Maria Luisa Elisabetta di Borbone-Orléans ritratta da Pierre Gobert nell'infanzia.

### Infanzia
Maria Luisa Elisabetta di Borbone-Orléans nacque a Versailles il 20 agosto 1695. Era la figlia maggiore sopravvissuta di Filippo II di Borbone-Orléans, duca di Chartres e futuro duca di Orléans, che in seguito divenne reggente di Francia, e di sua moglie, Francesca Maria di Borbone-Francia, figlia legittimata del re Luigi XIV e della sua amante ufficiale, madame de Montespan.
Alla nascita ricevette il titolo onorifico di "mademoiselle d'Orléans", che dopo il suo matrimonio passò alla sorella minore Luisa Adelaide. 
Fu battezzata a Saint-Cloud il 29 luglio 1696.
Crebbe al Palais-Royal, la residenza degli Orléans a Parigi, regalo del re ai genitori di suo padre, in occasione del matrimonio del figlio. Fu molto legata al padre, che l'aveva vegliata personalmente in occasione di una sua grave malattia intorno ai sei anni. Sua nonna paterna, Elisabetta Carlotta del Palatinato, scrisse nelle sue memorie che a partire da un'età molto precoce, Luisa Elisabetta:

...era fatta tutta a suo modo, e non sorprendeva dunque che fosse come un cavallo testardo....

Si ammalò ancora di vaiolo a dieci anni e rischiò di morire.

### Matrimonio

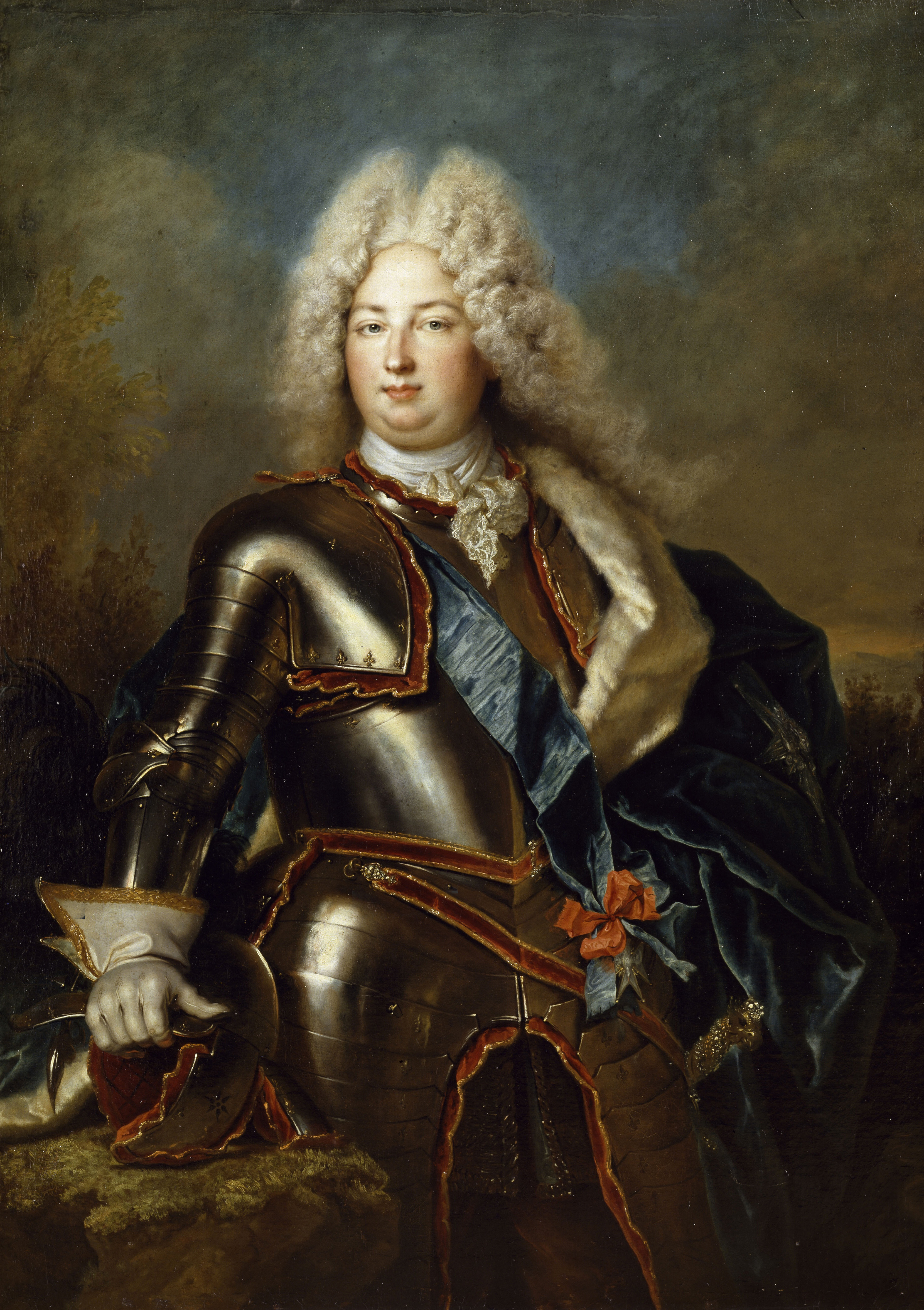
Carlo di Francia, suo marito

La madre di Maria Luisa Elisabetta, Francesca Maria di Borbone-Francia era in cattivi rapporti con la sorella maggiore Luisa Francesca di Borbone-Francia, moglie di Luigi III di Borbone-Condé, a causa del fatto che il suo matrimonio con il duca di Orléans le aveva conferito la precedenza a corte. Quando Maria Luisa Elisabetta fu a pranzo dal re, suo nonno materno, onore riservato ai fils de France, questo episodio avrebbe alimentato la rivalità esistente tra le casate dei Borbone-Orléans e dei Borbone-Condé.

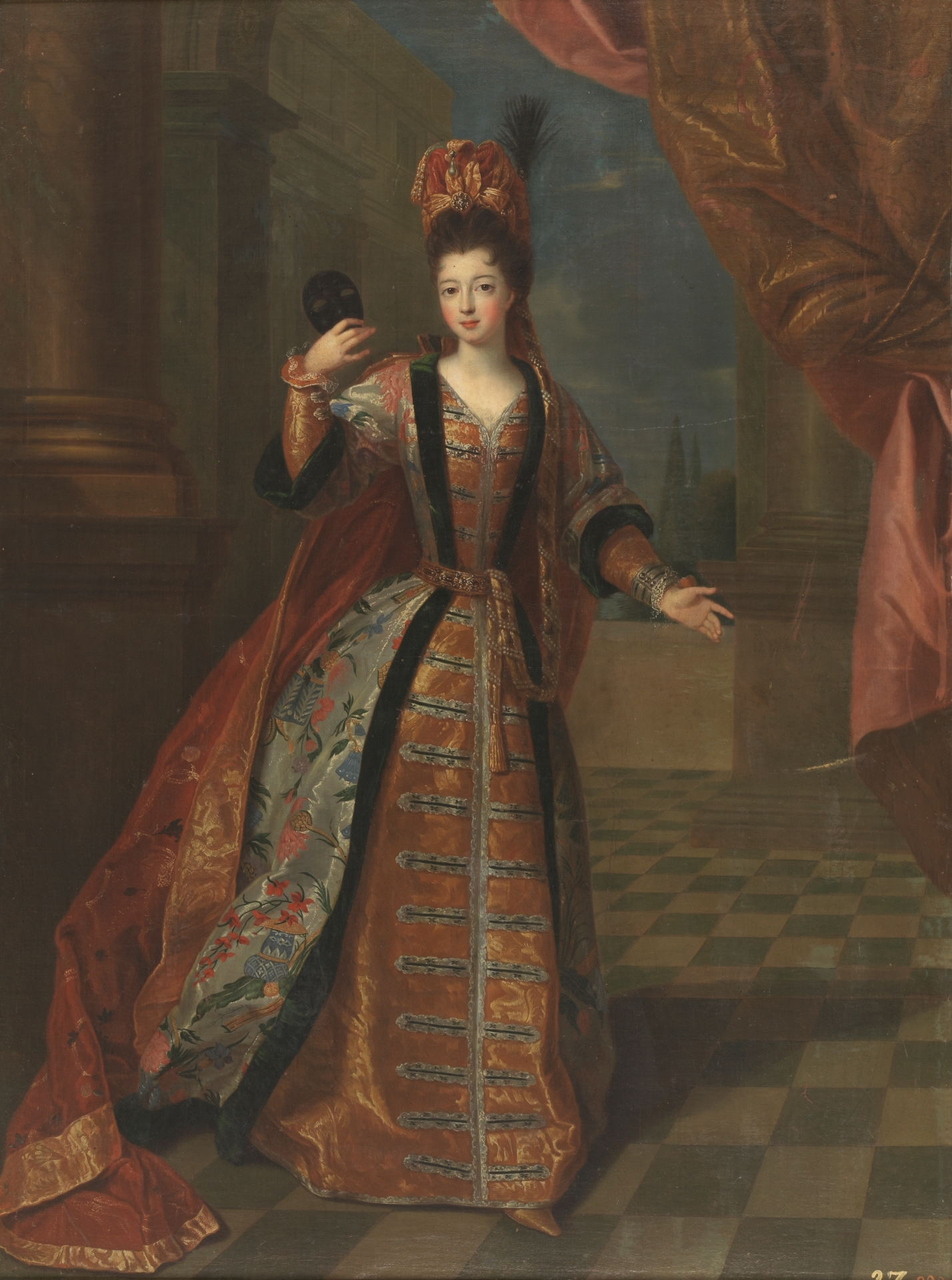
Maria Luisa Elisabetta ritratta da Pierre Gobert poco dopo il suo matrimonio.

La cugina, Luisa Elisabetta di Borbone-Condé fu proposta come possibile moglie per Carlo di Borbone-Francia, duca di Berry, terzogenito di Luigi, il Gran Delfino e di sua moglie, Maria Anna di Baviera. Quando si discusse in alternativa del matrimonio del duca di Berry invece con Maria Luisa Elisabetta, la zia avrebbe messo in giro la voce di una sua relazione incestuosa con il padre. Con l'aiuto della futura cognata Maria Adelaide di Savoia, moglie di Luigi duca di Borgogna, la scelta cadde su Maria Luisa Elisabetta.

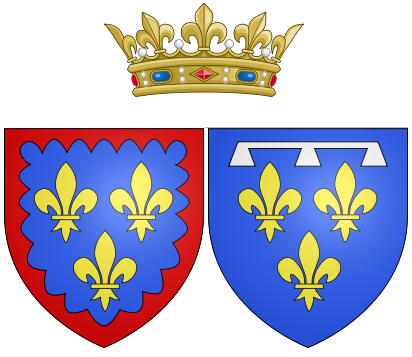
Stemma di duchessa

Il matrimonio venne celebrato il 6 luglio del 1710 nel palazzo di Versailles dal cardinale di Janson. Il banchetto di nozze fu ospitato dalla duchessa di Borgogna, Maria Adelaide. Divenuta petite fille de France ebbe diritto di avere una propria corte e sua dama d'onore fu Maria Gabriella de Durfort de Lorges, moglie di duca di Saint Simon e sua dama di compagnia sua cugina Maria Anna di Borbone-Condé.
L'unione con il marito fu inizialmente felice, ma in seguito gli sposi cominciarono a litigare in pubblico. Maria Luisa Elisabetta era spesso in compagnia della cognata Maria Adelaide, duchessa di Borgogna, o presso la residenza del suocero, il castello di Meudon.
Nel luglio 1711, la giovane duchessa diede alla luce, nel castello di Fontainebleau, il suo primo figlio, una bambina, che visse solo due giorni: la sua morte fu attribuita dai medici all'incidente avuto A Melun dalla chiatta che la trasportava per il trasferimento della corte da Versailles a Fontainebleau, nel quale rischiò di perdere la vita.
Nel 1713 diede alla luce un figlio maschio al quale fu conferito il titolo di duca d'Alençon, che visse solo pochi mesi. Il suo cuore fu portato presso il convento della Val-de-Grâce di Parigi dal vescovo di Sens, e il suo corpo all'abbazia di Saint-Denis. La duchessa ordinò che le governanti del figlio continuassero a ricevere il loro stipendio annuale.
In occasione del doppio matrimonio di Luigi-Enrico di Borbone-Condé, duca di Borbone con Maria Anna di Borbone-Conti (mademoiselle de Conti) e di Luigi Armando II di Borbone-Conti, principe di Conti con Luisa Elisabetta di Borbone-Condé mademoiselle de Bourbon, nello stesso anno, apparve coperta di tutti i gioielli della corona che il re le aveva prestato, per un valore di diciotto milioni di lire.
Poco dopo divenne pubblico che il duca di Berry aveva preso come amante una delle sue cameriere. A sua volta, Luisa Elisabetta prese come amante, un certo monsieur La Haye (che fece seguito a monsieur de Salvert), concependo un piano per fuggire nei Paesi Bassi.

### Duchessa vedova
Il 5 maggio 1714, il marito Carlo di Borbone-Francia morì per le lesioni interne riportate in un incidente di caccia e Luisa Elisabetta fu da questo momento conosciuta come duchessa vedova di Berry, (madame la duchesse de Berry douairière), titolo che mantenne fino alla sua morte. Il 16 giugno 1714, sei settimane dopo la morte del marito, diede alla luce, a Versailles, una bambina che morì il giorno seguente.

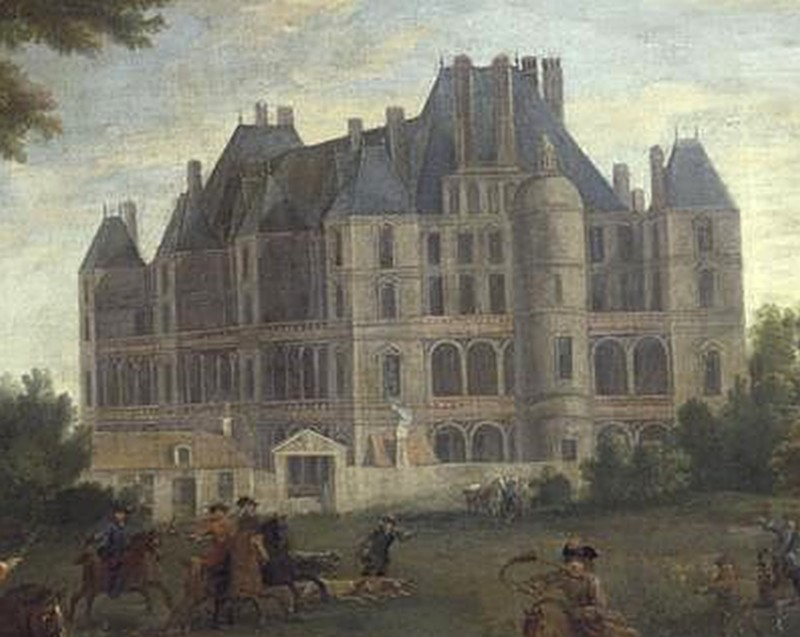
Il Castello di Madrid 1720 circa.

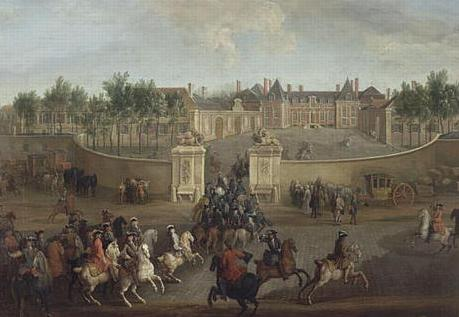
Il Castello de la Muette.

Nel 1715, alla morte del re Luigi XIV suo padre divenne reggente per il successore, Luigi XV. Nel settembre del 1715, a Luisa Elisabetta fu dato il Palazzo del Lussemburgo come sua residenza parigina, dove dava magnifici banchetti. Uno particolarmente fastoso venne tenuto in occasione della visita di sua zia, Elisabetta Carlotta di Borbone-Orléans, duchessa consorte di Lorena.
La chiusura al pubblico dei Giardini del Lussemburgo la rese impopolare ai parigini. Dopo aver nascosto diverse gravidanze, Maria Luisa morì il 21 luglio 1719, tre mesi dopo aver dato alla luce un bambino nato del suo amore con il capitano della sua guardia, il conte di Riom. Secondo quanto riportato da Saint-Simon, l'autopsia rivelò che la duchessa era di nuovo incinta.

## Titoli nobiliari
- 1695 – 1710: "Sua Altezza Serenissima" Mademoiselle d'Orléans
- 1710 – 1714: "Sua Altezza Reale" la Duchessa di Berry
- 1714 – 1719: "Sua Altezza Reale" la Duchessa vedova di Berry

## Antenati
|                                           |                       |                                      | Genitori                              |  |  | Nonni |  |  | Bisnonni              |  |  | Trisnonni            |  |
|                                           |                       |                                      |                                       |  |  |       |  |  | Luigi XIII di Francia |  |  | Enrico IV di Francia |  |
|                                           |                       |                                      |                                       |  |  |       |  |  | Luigi XIII di Francia |  |  | Enrico IV di Francia |  |
|                                           |                       | Maria de' Medici                     |                                       |  |  |       |  |  | Luigi XIII di Francia |  |  |                      |  |
| Filippo I di Borbone-Orléans              |                       |                                      |                                       |  |  |       |  |  | Luigi XIII di Francia |  |  |                      |  |
|                                           |                       | Anna d'Asburgo                       | Filippo III di Spagna                 |  |  |       |  |  |                       |  |  |                      |  |
|                                           |                       | Anna d'Asburgo                       | Filippo III di Spagna                 |  |  |       |  |  |                       |  |  |                      |  |
|                                           |                       | Anna d'Asburgo                       | Margherita d'Austria-Stiria           |  |  |       |  |  |                       |  |  |                      |  |
| Filippo II di Borbone-Orléans             |                       | Anna d'Asburgo                       |                                       |  |  |       |  |  |                       |  |  |                      |  |
|                                           |                       | Carlo I Luigi del Palatinato         | Federico V Elettore Palatino          |  |  |       |  |  |                       |  |  |                      |  |
|                                           |                       | Carlo I Luigi del Palatinato         | Federico V Elettore Palatino          |  |  |       |  |  |                       |  |  |                      |  |
|                                           |                       | Carlo I Luigi del Palatinato         | Elisabetta Stuart                     |  |  |       |  |  |                       |  |  |                      |  |
| Elisabetta Carlotta del Palatinato        |                       | Carlo I Luigi del Palatinato         |                                       |  |  |       |  |  |                       |  |  |                      |  |
|                                           |                       | Carlotta d'Assia-Kassel              | Guglielmo V d'Assia-Kassel            |  |  |       |  |  |                       |  |  |                      |  |
|                                           |                       | Carlotta d'Assia-Kassel              | Guglielmo V d'Assia-Kassel            |  |  |       |  |  |                       |  |  |                      |  |
|                                           |                       | Carlotta d'Assia-Kassel              | Amalia Elisabetta di Hanau-Münzenberg |  |  |       |  |  |                       |  |  |                      |  |
| Maria Luisa Elisabetta di Borbone-Orléans |                       | Carlotta d'Assia-Kassel              |                                       |  |  |       |  |  |                       |  |  |                      |  |
|                                           | Luigi XIII di Francia | Enrico IV di Francia                 |                                       |  |  |       |  |  |                       |  |  |                      |  |
|                                           | Luigi XIII di Francia | Enrico IV di Francia                 |                                       |  |  |       |  |  |                       |  |  |                      |  |
|                                           | Luigi XIII di Francia | Maria de' Medici                     |                                       |  |  |       |  |  |                       |  |  |                      |  |
| Luigi XIV di Francia                      | Luigi XIII di Francia |                                      |                                       |  |  |       |  |  |                       |  |  |                      |  |
|                                           |                       | Anna d'Asburgo                       | Filippo III di Spagna                 |  |  |       |  |  |                       |  |  |                      |  |
|                                           |                       | Anna d'Asburgo                       | Filippo III di Spagna                 |  |  |       |  |  |                       |  |  |                      |  |
|                                           |                       | Anna d'Asburgo                       | Margherita d'Austria-Stiria           |  |  |       |  |  |                       |  |  |                      |  |
| Francesca Maria di Borbone-Francia        |                       | Anna d'Asburgo                       |                                       |  |  |       |  |  |                       |  |  |                      |  |
|                                           |                       | Gabriel de Rochechouart de Mortemart | Gaspard de Rochechouart               |  |  |       |  |  |                       |  |  |                      |  |
|                                           |                       | Gabriel de Rochechouart de Mortemart | Gaspard de Rochechouart               |  |  |       |  |  |                       |  |  |                      |  |
|                                           |                       | Gabriel de Rochechouart de Mortemart | Louise de Maure                       |  |  |       |  |  |                       |  |  |                      |  |
| Françoise-Athénaïs di Montespan           |                       | Gabriel de Rochechouart de Mortemart |                                       |  |  |       |  |  |                       |  |  |                      |  |
|                                           |                       | Diane de Grandseigne                 | Jean de Grandseigne                   |  |  |       |  |  |                       |  |  |                      |  |
|                                           |                       | Diane de Grandseigne                 | Jean de Grandseigne                   |  |  |       |  |  |                       |  |  |                      |  |
|                                           |                       | Diane de Grandseigne                 | Catherine de La Béraudière            |  |  |       |  |  |                       |  |  |                      |  |
|                                           |                       | Diane de Grandseigne                 |                                       |  |  |       |  |  |                       |  |  |                      |  |